# لیبی هایمن
لیبی هایمن دانشمند در زمینه جانورشناسی اهل ایالات متحده آمریکا و از برندگان جایزه آکادمی ملی علوم بود.